# Ratt Era: The Best Of
Ratt Era: The Best Of è un album raccolta di Stephen Pearcy, pubblicato nel 2005 per la Cleopatra Records.

## Il disco
L'album è stato pubblicato il 15 febbraio del 2005 e attribuito ai "Mickey Ratt featuring Stephen Pearcy" con il titolo Ratt Era: The Best Of. Tuttavia qualche mese dopo, precisamente il 21 giugno, la stessa casa discografica, la Cleopatra Records, ha ripubblicato l'album attribuendolo stavolta alla band (mai esistita) Rat Attack e dandogli il titolo Round And Round - Greatest Hits. L'album è di fatto un album solista di Stephen Pearcy ma può essere inquadrato anche come una raccolta dei Ratt, poiché le canzoni sono dei Ratt appunto, ma sono state tutte ri-incise dal cantante con la partecipazione di ospiti illustri quali George Lynch, Tracii Guns e Matt Thorne, che oltre ad essere stato il primo bassista dei Mickey Ratt, fu anche membro dei Rough Cutt e Jailhouse.

## Tracce
1. Round and Round – 4:33
2. You Think You're Tough – 3:40
3. U Got It – 2:59
4. Sweet Cheater – 2:41
5. Lack of Communication – 3:18
6. Lay It Down – 3:52
7. You're in Love – 3:12
8. Back for More – 4:16
9. Wanted Man – 3:43
10. Lovin' You's a Dirty Job – 3:45
11. Slip of the Lip – 3:20
12. Body Talk – 3:26
13. I'm Insane – 3:17
14. Dr. Rock – 2:45
15. Ratt Madness – 2:28
16. Driving on E – 2:18
17. Top Secret – 2:56

## Artisti Partecipanti
- Stephen Pearcy - Voce
- George Lynch - Chitarra nell tracce 1,13,14,15,16
- Tracii Guns - Chitarra nelle tracce 6,12
- Mark Zavon - Chitarra
- Matt Thorne - Basso
- Troy Johnson - Basso
- Tob Roberson - Batteria